# Mantispa
Mantispa is een geslacht van insecten uit de familie van de Mantispidae, die tot de orde netvleugeligen (Neuroptera) behoort. 

## Soorten
- Mantispa adelungi Navás, 1912
- Mantispa agapeta (Navás, 1914)
- Mantispa alicante Banks, 1913
- Mantispa amabilis Gerstäcker, 1894
- Mantispa ambonensis Ohl, 2004
- Mantispa annulicornis Gerstäcker, 1894
- Mantispa aphavexelte U. Aspöck & H. Aspöck, 1994
- Mantispa ariasi Penny, 1983
- Mantispa axillaris Navás, 1908
- Mantispa azihuna (Stitz, 1913)
- Mantispa basalis (Navás, 1927)
- Mantispa basilei (Navás, 1930)
- Mantispa bella Kuwayama, 1925
- Mantispa bicolor (Stitz, 1913)
- Mantispa boliviana (Navás, 1927)
- Mantispa brevistigma C.-k. Yang, 1999
- Mantispa capeneri Handschin, 1959
- Mantispa castaneipennis Esben-Petersen, 1917
- Mantispa celebensis Enderlein, 1910
- Mantispa centenaria Esben-Petersen, 1917
- Mantispa chlorodes (Navás, 1914)
- Mantispa chlorotica (Navás, 1912)
- Mantispa chrysops Stitz, 1913
- Mantispa completa Banks, 1920
- Mantispa confluens Navás, 1914
- Mantispa coomani (Navás, 1930)
- Mantispa coorgensis Ohl, 2004
- Mantispa cora Newman, 1838
- Mantispa cordieri (Navás, 1933)
- Mantispa crenata Navás, 1914
- Mantispa decepta Banks, 1920
- Mantispa delicata (Navás, 1914)
- Mantispa deliciosa (Navás, 1927)
- Mantispa dispersa (Navás, 1914)
- Mantispa ellenbergeri (Navás, 1927)
- Mantispa elpidica (Navás, 1914)
- Mantispa enderleini Banks, 1914
- Mantispa fausta (Thunberg, 1784)
- Mantispa femoralis Navás, 1914
- Mantispa fenestralis Navás, 1914
- Mantispa finoti Navás, 1909
- Mantispa flavicauda (Navás, 1914)
- Mantispa flavinota Handschin, 1963
- Mantispa frontalis (Navás, 1914)
- Mantispa fuliginosa Loew in Hagen, 1859
- Mantispa fulvicornis Navás, 1929
- Mantispa fuscipennis Erichson, 1839
- Mantispa gillavryna (Navás, 1926)
- Mantispa gradata (Navás, 1926)
- Mantispa greeni Banks, 1913
- Mantispa gulosa Taylor, 1862
- Mantispa guttula Fairmaire in Thomson, 1858
- Mantispa haematina (Navás, 1914)
- Mantispa haugi Navás, 1909
- Mantispa indica Westwood, 1852
- Mantispa iridipennis Guérin-Méneville, 1844
- Mantispa japonica McLachlan, 1875
- Mantispa javanica Westwood, 1852
- Mantispa latifrons Enderlein, 1910
- Mantispa lineaticollis Enderlein, 1910
- Mantispa lineolata Westwood, 1852
- Mantispa lobata Navás, 1912
- Mantispa loveni (Navás, 1928)
- Mantispa luederwaldti Enderlein, 1910
- Mantispa lurida Walker, 1860
- Mantispa lutea (Stitz, 1913)
- Mantispa luzonensis Navás, 1909
- Mantispa maindroni Navás, 1909
- Mantispa mandarina Navás, 1914
- Mantispa marshalli (Navás, 1914)
- Mantispa meadewaldina (Navás, 1914)
- Mantispa melanocera (Navás, 1913)
- Mantispa militaris (Navás, 1914)
- Mantispa moluccensis Banks, 1913
- Mantispa moucheti (Navás, 1925)
- Mantispa moulti Navás, 1909
- Mantispa nana (Lichtenstein, 1802)
- Mantispa nanyukina (Navás, 1933)
- Mantispa navasi Handschin, 1960
- Mantispa negusa Navás, 1914
- Mantispa neotropica Navás, 1933
- Mantispa neptunica Navás, 1914
- Mantispa newmani Banks, 1920
- Mantispa nubila (Stitz, 1913)
- Mantispa obscurata (Navás, 1914)
- Mantispa pallescens Stitz, 1913
- Mantispa paraguayana Ohl, 2004
- Mantispa parvula Penny, 1983
- Mantispa pasteuri Navás, 1909
- Mantispa pehlkei Enderlein, 1910
- Mantispa perla (Pallas, 1772)
- Mantispa phaeonota Navás, 1933
- Mantispa plicicollis Handschin, 1935
- Mantispa punctata (Stitz, 1913)
- Mantispa pygmaea (Stitz, 1913)
- Mantispa radialis (Navás, 1929)
- Mantispa radiata (Navás, 1914)
- Mantispa rimata (Navás, 1929)
- Mantispa rufescens Latreille, 1807
- Mantispa salana (Navás, 1931)
- Mantispa scabricollis McLachlan in Fedchenko, 1875
- Mantispa schoutedeni (Navás, 1929)
- Mantispa scutellaris Westwood, 1852
- Mantispa similata (Navás, 1922)
- Mantispa simplex Stitz, 1913
- Mantispa stenoptera Gerstäcker, 1888
- Mantispa stigmata (Stitz, 1913)
- Mantispa strigipes Westwood, 1852
- Mantispa styriaca (Poda, 1761)
- Mantispa subcostalis Navás, 1929
- Mantispa taina (Alayo, 1968)
- Mantispa tenella Erichson, 1839
- Mantispa tenera (Navás, 1914)
- Mantispa tessmanni (Stitz, 1913)
- Mantispa thomensis Viette, 1958
- Mantispa tonkinensis Navás, 1930
- Mantispa transversa (Stitz, 1913)
- Mantispa umbripennis Walker, 1860
- Mantispa uniformis (Navás, 1927)
- Mantispa variolosa Navás, 1914
- Mantispa venulosa (Navás, 1914)
- Mantispa verruculata (Navás, 1914)
- Mantispa virescens Rambur, 1842
- Mantispa zayasi (Alayo, 1968)
- Mantispa zonaria Navás, 1925
- Mantispa zonata Navás, 1923